# Adélaïde de Vermandois
Adélaïde de Vermandois, née vers 1065 et morte entre 1120 et 1124, est la fille d'Herbert IV, comte de Vermandois, et d'Adélaïde de Valois, comtesse de Valois, de Vexin et d'Amiens (et de Bar, comté allé ensuite au beau-père d'Adélaïde de Vermandois, Thibaud III de Blois, comte de Champagne, puis à ses demi-frères Eudes III et Hugues Ier de Champagne). 
Son père ayant déshérité son frère Eudes, dit l'Insensé parce que faible d'esprit, il la déclare héritière de ses possessions (le Vexin avait été perdu dès 1077 car joint à la Couronne à l'abdication du comte Simon). Elle réserve ainsi le Vermandois et le Valois à son fils Raoul Ier, mais donne l'Amiénois en dot à sa fille Marguerite, mariée vers 1115 au comte de Flandre Charles Ier.
Descendante en ligne masculine illégitime de Charlemagne, elle est le dernier membre connu de la dynastie carolingienne (sauf les comtes de Chiny).
De son mariage avec le Capétien Hugues Ier le Grand (° 1057 – † 1101), fils puîné du roi Henri Ier, elle eut :
- Mahaut, ou Maud ou Mathilde, mariée en 1090 avec Raoul Ier de Beaugency (° v. 1069 – † 1130) ;
- Béatrice († apr. 1144), mariée à Hugues III (IV) de Gournay ;
- Raoul Ier dit Le Vaillant (° v. 1094 – † 13 octobre 1152), comte de Valois et de Vermandois, et d'Amiens en partie ;
- Isabelle de Vermandois (° av. 1088 – † 13 février 1131), mariée à Robert de Beaumont, comte de Meulan et de Leicester, puis à Guillaume II de Warenne, comte de Surrey ;
- Constance († apr. 1118), mariée vers 1100 à Godefroy/Geoffroy de la Ferté-Ancoul, vicomte de Meaux ;
- Agnès (° v. 1085 – † apr. 1130), mariée à Boniface del Vasto ;
- Henri († 1130), seigneur de Chaumont-en-Vexin, tué par Thomas de Marle ;
- Simon († 10 février 1148), évêque de Noyon ;
- Guillaume († apr. 1096).

Veuve, elle épouse en 1103 Renaud II, comte de Clermont, fils d'Hugues Ier de Clermont et de Marguerite de Roucy. Ils ont une fille :
- Marguerite (° v. 1105 – † 1132), mariée en premières noces avant juillet 1119 à Charles Ier, comte de Flandre.